# Régis Delépine
Régis Delépine (La Bohalle, 22 dicembre 1946) è un ex ciclista su strada francese che corse negli anni '70.

## Carriera
Professionista dal 1970 al 1980, si impose in una tappa del Tour de France 1977 ed in una Bordeaux-Parigi.

## Palmarès

### Strada
- 1969 (Dilettanti)

Parigi-Rouen
7ª tappa Tour de l'Avenir
- 1972 (Gan, una vittoria)

5ª tappa-B Critérium du Dauphiné
- 1973 (Gan, due vittorie)

Parigi-Camembert
1ª tappa Tour d'Indre-et-Loire
- 1974 (Merlin Plage, due vittorie)

Bordeaux-Parigi
4ª tappa Tour d'Indre-et-Loire
- 1975 (Carpenter, una vittoria)

Circuit de l'Indre
- 1976 (Gan, tre vittorie)

4ª tappa Tour méditerranéen
2ª tappa Circuit de la Sarthe
5ª tappa Circuit de la Sarthe
- 1977 (Peugeot, due vittorie)

Parigi-Bourges
5ª tappa Tour de France
- 1979 (Peugeot, una vittoria)

GP Peymeinade
- 1980 (Peugeot, due vittorie)

Circuit de l'Indre
1ª tappa Tour de l'Oise

## Piazzamenti

### Grandi Giri
- Tour de France

1970: ritirato
1971: ritirato
1972: 76º
1973: 82º
1974: 101º
1975: 77º
1977: ritirato
1978: 76º
- Vuelta a España

1971: ritirato